# John Muir Trust
Le John Muir Trust (JMT) est une association écossaise établie en 1983 pour sauvegarder certains espaces sauvages et leurs animaux et plantes indigènes pour les générations futures. Le Trust est une association qui comprend environ 10 000 membres. Elle doit son nom à John Muir, le premier Écossais à appeler pour se mobiliser pour sauvegarder les espaces sauvages du monde. S'appuyant sur la popularité de John Muir aux États-Unis, où il est considéré comme un des précurseurs de la sauvegarde des espaces naturels, le Trust est lié au Sierra Club, fondé en Californie en 1892 par John Muir.
En 2005 le Trust possède et gère 240 km2 de terres sauvages dans huit aires clés des Highlands and Islands d'Écosse. Il pense que la préservation de la nature peut seulement passer par la reconnaissance des caractéristiques des espaces sauvages, et la compréhension de comment les facteurs humains interviennent sur le paysage. Le Trust cherche à bien informer les gens sur l'importance des espaces sauvages, notamment par des récompenses, les John Muir Award.

## Propriété du John Muir Trust
Le Trust possède le plus haut sommet des îles britanniques, le Ben Nevis. En tant que propriétaire du Ben Nevis Estate, il joue un rôle clé dans le Nevis Partnership, qui couvre non seulement The Ben, mais une aire plus vaste incluant Glen Nevis et le Allt a' Mhuilinn menant à la face nord-est. Dans le Perthshire le Trust restaure le Schiehallion à son état d'origine en réaménagement le chemin et faisant disparaître les traces d'érosion de l'ancien chemin. Ailleurs, le Trust tente de réimplanter la forêt d'origine avec ses oiseaux, animaux, fleurs et autres plantes, insectes et champignons.

## Liste des propriétés du John Muir Trust
- Ben Nevis
- Li & Coire Dhorrcail, Knoydart
- Quinag
- Sandwood Bay
- Schiehallion
- Strathaird, Torrin et Sconser, Skye

## Voir aussi

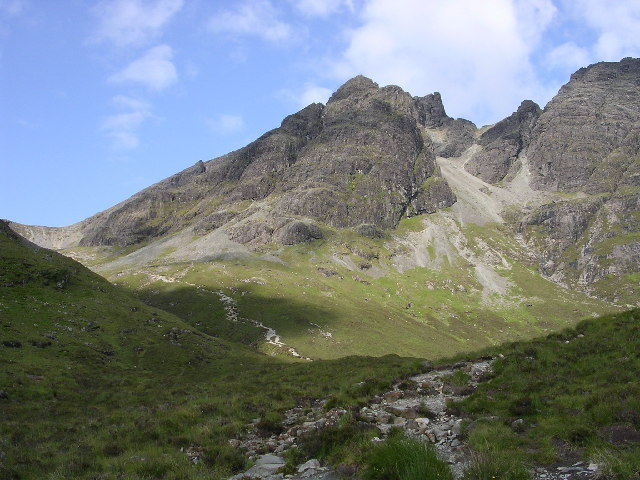
Blaven